# 富山県道4号富山上市線
富山県道4号富山上市線（とやまけんどう4ごう とやまかみいちせん）は、富山県富山市と中新川郡上市町を結ぶ県道（主要地方道）である。

## 概要
ほとんどの区間が富山地方鉄道本線と並走している。

### 路線データ
- 起点：富山県富山市新庄本町2丁目（国道41号交点）
- 終点：富山県中新川郡上市町三日市（富山県道46号上市北馬場線・富山県道3号富山立山魚津線交点）

## 歴史
- 1887年（明治20年）
  - 6月20日 - 新庄 - 上市間道路が県道に仮指定される[1]。
  - この年から1888年（明治21年）にかけて、富山 - 上市間の道路が整備される[2]。
- 1932年（昭和12年） - 富山 - 上市間道路の幅員が3.3mから5.5mに拡幅される[3]。
- 1993年（平成5年）5月11日 - 建設省から、県道がとして主要地方道に指定される[4]。
- 1995年（平成7年） - 向新庄口交差点 - 新半俵川橋間900mの拡幅工事が着工[5]。
- 2017年（平成29年）7月4日 - 向新庄口交差点 - 新半俵川橋間900mの拡幅工事が竣工（6.5mから両端3.5mの歩道付きの16.5mに拡幅）[5]

## 路線状況

### 通称
- 上市街道

### 主要橋梁
- 常盤橋

### 重複区間
- 富山県道68号富山外郭環状線（富山市水橋入江 地内）
- 富山県道3号富山立山魚津線（中新川郡上市町上経田・上経田交差点 - 中新川郡上市町三日市・三日市交差点）

### 交差する道路
| 交差する道路                     | 交差する道路                    | 交差点名 | 交差点名 | 交差点名 |
| -------------------------------- | ------------------------------- | -------- | -------- | -------- |
| 国道41号 富山県道177号蓮町新庄線 | -                               | 富山市   | 富山市   | 向新庄口 |
| 富山県道365号流杉町袋線          | 富山県道365号流杉町袋線         | 富山市   | 富山市   | 向新庄   |
| 富山県道338号常願寺沖線          | -                               | 富山市   | 富山市   | 常願寺   |
| 富山県道68号富山外郭環状線       | -                               | 富山市   | 富山市   | 開発     |
| -                                | 富山県道68号富山外郭環状線      | 富山市   | 富山市   |          |
| 富山県道161号岩峅寺大石原水橋線  | 富山県道161号岩峅寺大石原水橋線 | 舟橋村   | 舟橋村   | 国重     |
| 富山県道159号竹内清水堂線        | 富山県道147号立山舟橋線         | 舟橋村   | 舟橋村   | 竹内     |
| 富山県道15号立山水橋線           | 富山県道15号立山水橋線          | 舟橋村   | 舟橋村   | 舟橋     |
| -                                | 富山県道163号柿沢泉線           | 上市町   | 上市町   | 泉       |
| 富山県道151号辻滑川線            | 富山県道151号辻滑川線           | 上市町   | 上市町   | 正印新   |
| -                                | 富山県道3号富山立山魚津線       | 上市町   | 上市町   | 上経田   |
| 富山県道46号上市北馬場線         | 富山県道46号上市北馬場線        | 上市町   | 上市町   | 三日市   |

### 沿線にある施設など
- 富山地方鉄道本線
  - 越中荏原駅 - 越中三郷駅 - 越中舟橋駅 - 寺田駅 - 越中泉駅 - 相ノ木駅 - 上市駅
- にいかわ信用金庫 新庄支店
- V・drug 向新庄店
- 日本通運 北陸東支店 物流課倉庫係
- クスリのアオキ 向新庄店
- 向新庄公園
- ファインネクス 本社工場
- Honda Cars 富山東 上市店